# Oliarus ramiferens
Oliarus ramiferens är en insektsart som beskrevs av Van Stalle 1989. Oliarus ramiferens ingår i släktet Oliarus och familjen kilstritar. Inga underarter finns listade i Catalogue of Life.